# 生物钟
生物钟（biological clock）是生物生命活动的内在节律性。生物通过它能感受外界环境的周期性变化，并调节本身生理活动步伐，使其在一定时期开始，进行或结束。

## 起源
自然界有当生命的节奏与自然环境的节奏吻合的时候，生命才能够更好地生存，才能在生物演化的过程中被自然选择而保存下来。从生物的演化和自然选择原理来说，地球上所有的生命现象都是大自然对生物适应环境的演化选择的结果。由于生命约出现于地球形成10亿年之后，从它诞生开始，生命最简单的生物分子之间的生物化学反应就受到地球上早已存在的各种物质和环境因素的影响，其后的变化也都在地球环境的掌控之中，因此地球上生命的一切活动都受到地球周期性律动的影响，所有的生物节律也都是环境对生物演化选择的结果。

## 相關
- 昼夜节律
- 時間生物學
- 深宵 (基因)